# Pra Frente Brasil
Pra Frente Brasil ist ein Samba-Stück des Brasilianers Miguel Gustavo aus dem Jahr 1970, inspiriert von der Fußball-Weltmeisterschaft 1970. Das Stück ist ein Samba carioca. Es wurde in ganz Brasilien gesungen und für die Brasilianer zur Hymne der Veranstaltung.
Laut dem Komponisten und Posaunisten Raul de Souza in einem Interview mit Jornal do Brasil im Jahr 2002 hat er die Melodie komponiert und Miguel Gustavo den Text geschrieben.